# لوچانو رشیده
لوچانو رشیده (انگلیسی: Luciano Recalde؛ زادهٔ ۱۲ اوت ۱۹۹۵) بازیکن فوتبال اهل آرژانتین است.
از باشگاه‌هایی که در آن بازی کرده‌است می‌توان به باشگاه فوتبال روساریو سنترال اشاره کرد.